# Međunarodni dan žena
Međunarodni dan žena (skraćeno Dan žena) obilježava se 8. ožujka svake godine. Toga dana obilježavaju se gospodarska, politička i društvena dostignuća žena. Nastao je kao inicijativa socijalističkih organizacija u razdoblju prije Prvoga svjetskog rata. 
Prvi Dan žena obilježen je 28. veljače 1909. u SAD-u deklaracijom koju je donijela Socijalistička partija Amerike. Između ostalih važnih povijesnih događaja, njime se obilježava i požar u tvornici Triangle Shirtwaist u New Yorku 1911. godine, u kojemu su poginule 123 žene i djevojčice.

## Povijesni pregled
Ideja za obilježavanjem Međunarodnog dana žena pojavila se prvi put početkom 20. stoljeća u doba brze industrijalizacije i gospodarskoga rasta uslijed kojega je dolazilo do prosvjeda potaknutih lošim radnim uvjetima. Žene zaposlene u tekstilnoj industriji javno su prosvjedovale 8. ožujka 1857. u New Yorku zbog loših radnih uvjeta i niskih plaća. Prosvjede je rastjerala policija. Te iste radnice osnovale su sindikat dva mjeseca kasnije.[nedostaje izvor]
Prosvjedi 8. ožujka događali su se i sljedećih godina, od kojih je najpoznatiji bio 1908. godine kada je oko 15 000 žena stupalo New Yorkom tražeći kraće radno vrijeme, bolje plaće i pravo glasa.[nedostaje izvor] Godine 1910. prva međunarodna ženska konferencija bila je održana u Kopenhagenu u organizaciji Socijalističke Internacionale te ustanovila Međunarodni dan žena na prijedlog njemačke socijalistkinje Clare Zetkin. Sljedeće godine, Međunarodni dan žena obilježilo je preko milijun ljudi u Austriji, Danskoj, Njemačkoj i Švicarskoj. Ti događaji poklopili su se s požarom u tvornici Triangle Shirtwaist u New Yorku za čiji su veliki broj žrtava bile okrivljene slabe mjere sigurnosti na radu. Uoči Prvoga svjetskog rata žene širom Europe su 8. ožujka 1913. održale prosvjede za mir.[nedostaje izvor]
Prosvjedi prigodom Međunarodnoga dana žena u Rusiji bile su prvi stadij Ruske revolucije. Nakon Oktobarske revolucije, boljševička feministkinja Aleksandra Kolontaj nagovorila je Lenjina da 8. ožujka postane državni praznik, te se tijekom sovjetskoga razdoblja koristio za obilježavanje „herojstva radnica”. 
U Čehoslovačkoj se Dan žena za vrijeme komunističkoga režima pretvorio u parodiju te je ukinut nakon baršunaste revolucije. U Mađarskoj se, pak, običaj poklanjanja cvijeća ženama zadržao i nakon pada komunizma.

## Dan žena danas
Na zapadnom svijetu se Međunarodni dan žena uglavnom prestao obilježavati 1930-ih, dijelom i zbog toga što ga se povezivalo s komunizmom. Majčin dan se kao blagdan u čast majki i majčinstva obilježava u tim zemljama svake druge nedjelje u svibnju. 
Dan žena je ostao državnim praznikom u Rusiji, Bjelorusiji, Ukrajini, Kazahstanu, Kirgistanu, Moldaviji, Mongoliji i Tadžikistanu, a obilježava se cvijećem i poklonima. Međutim, 1960-ih su ga ponovno počele slaviti feministkinje.
Ujedinjeni narodi počeli su obilježavati Međunarodni dan žena 1975. godine, koja je bila proglašena Međunarodnom godinom žena. Godine 1977. Opća skupština Ujedinjenih naroda pozvala je države članice da 8. ožujka proglase službenim UN-ovim praznikom za ženska prava i svjetski mir. Od tada UN i brojne zemlje obilježavaju Međunarodni dan žena, a svake godine obilježavanje je usredotočeno na određenu temu ili pitanje u okviru ženskih prava.

## Dan žena u Hrvatskoj – prosvjedna manifestacijaNoćni marš
Od 2016. godine u Hrvatskoj se Dan žena obilježava prosvjednom manifestacijom Noćni marš. Održava se u večernjim satima 8. ožujka, prvih godina samo u Zagrebu, a od 2019. godine i u Splitu, Rijeci, Puli i Zadru. Prvi Noćni marš organizirao je organizacijski odbor "Noćnog marša – 8. mart" koji su činile članice inicijative “Preuzmite odgovornost za ubojstva žena”.

## Vanjske poveznice
|  | Zajednički poslužitelj ima još gradiva o temi Međunarodni dan žena |

- Women in the Lead (engl.) OneWorld.net's Perspectives Magazine, veljača/ožujak 2006.  Arhivirana inačica izvorne stranice od 10. ožujka 2007. (Wayback Machine)
- Stranice Međunarodnoga dana žena
- Rana povijest MDŽ-a na stranicama UN-a
- Dan žena na stranicama UN-a  Arhivirana inačica izvorne stranice od 26. prosinca 2003. (Wayback Machine)
- POWA: Ljudi protiv zlostavljanja žena